# Bedford College (Londen)

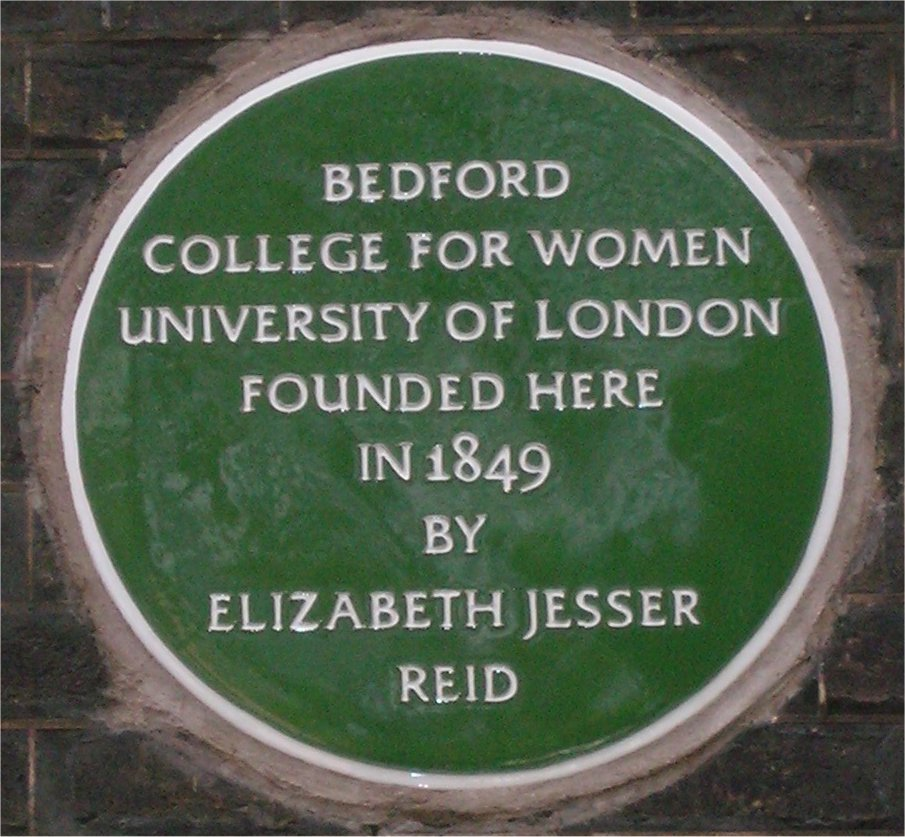
Plakette op het gebouw aan Bedford Square in London.

Het Bedford College was een in 1849 door Elizabeth Jesser Reid opgericht opleidingsinstituut om hoger onderwijs aan vrouwen te geven in Londen en was een van de colleges die gezamenlijk de Universiteit van Londen vormen. Reid was een weduwe en filantroop die van het vermogen van haar overleden man sociale projecten opzette . Na haar overlijden liet zij het College een aanzienlijk legaat na. In de eerste jaren van haar bestaan had het instituut te kampen met financiële en onderwijs-technische problemen. Het Bedford College For Women kreeg in 1874 een officiële status en werd in 1900 een onderdeel van de universiteit van Londen. In 1965 werden er ook mannelijke studenten toegelaten en de naam van Bedford College for Women gewijzigd in Bedford College. In 1982 ontstond er een samenwerking tussen het Bedford College en het Royal Holloway College wat in uitmondde in het Royal Holloway and Bedford New College wat in 1987 werd geïnaugureerd door de Britse vorstin Elizabeth II.

## Bekende alumnae
- George Eliot
- Elizabeth Blackwell
- Kathleen Lonsdale